# علي خزام
العقيد علي نظير خزام (1966- 2012) ضابط وقائد كتائب المهام الخاصة في قوات الحرس الجمهوري والذراع اليمنى لماهر الأسد.[بحاجة لمصدر]
ولد في القرداحة مسقط رأس عائلة الأسد. كان واحدا من أهم رجال باسل الأسد، شقيق الرئيس بشار الأسد، الذي مات في حادث سيارة. ومن ثم أصبح خزام الساعد الأيمن لماهر الأسد، وعرفت عنه قدرات قتالية شرسة وولاء شديد للعائلة، وشوهد في اقتحامات الغوطة الشرقية خلال عام 2011، إلى جانب العميد الدرزي عصام زهر الدين، الذي ظهر في أكثر من فيديو يدوس جثث المعارضين للنظام في دوما. يعتبر مسؤولا عن قصف وتدمير بابا عمرو وقصف واجتياح حمص في شهر آذار عام 2012.
قتل خلال عملية في ريف دمشق أو دير الزور في 6 تشرين الأول 2012 وشيع في القرداحة.
أكد مقربون منه مؤيدون للنظام مقتله وعرضوا تشييع جنازته في مقطع بث على موقع يوتيوب.